# Coppa Italia di Serie A2 2023-2024 (calcio a 5)
La Coppa Italia di Serie A2 2023-2024 è la 25ª edizione della manifestazione riservata alle formazioni di Serie A2 di calcio a 5. La competizione consiste in due turni di qualificazione e in una Final Four svoltasi tra il 29 e il 30 marzo 2024 presso il PalaErcole di Policoro.

## Formula
Partecipavano alla fase di qualificazione le squadre giunte tra il primo e il quarto posto nel proprio girone di Serie A2 al termine del girone d'andata.

## Date e programma
| Turno                      | Sorteggio     | Date                 |
| -------------------------- | ------------- | -------------------- |
| I turno di qualificazione  |               | 23 – 24 gennaio 2024 |
| II turno di qualificazione |               | 13 febbraio 2024     |
| Final Four                 | 13 marzo 2024 | 29 – 30 marzo 2024   |

## Squadre qualificate
Alla corrente edizione hanno partecipato le squadre giunte tra il primo e il quarto posto nel proprio girone.
| Girone A | Girone A       | Girone B | Girone B         | Girone C | Girone C         | Girone D | Girone D           |
| Pos.     | Squadra        | Pos.     | Squadra          | Pos.     | Squadra          | Pos.     | Squadra            |
| 1        | Maccan Prata   | 1        | Ternana          | 1        | Sporting Hornets | 1        | New Taranto        |
| 2        | Sestu          | 2        | Dozzese          | 2        | Tombesi          | 2        | Atletico Canicattì |
| 3        | Videoton Crema | 3        | OR Reggio Emilia | 3        | Academy Pescara  | 3        | Mascalucia         |
| 4        | Belluno        | 4        | Bologna          | 4        | EUR              | 4        | Sammichele         |

## Fase di qualificazione

### Regolamento
I due turni di qualificazione si sono svolti all'interno di squadre dello stesso girone. Nel I turno le prime classificate incontreranno le quarte, mentre le seconde incontreranno le terze. Entrambi i turni si svolgeranno in gara unica in casa della società meglio classificata.
Al termine delle partite risultava qualificata la squadra che avrebbe segnato più reti; qualora si fosse presentata una situazione di parità al termine dei tempi regolamentari si sarebbe proceduto all'effettuazione di due tempi supplementari di 5'; qualora fosse continuata la situazione di parità si sarebbe qualificata la società meglio classificata.

### I turno di qualificazione
Il I turno di qualificazione si è svolto tra il 23 e il 24 gennaio 2024.
| Squadra 1          | Risultato   | Squadra 2        |
| ------------------ | ----------- | ---------------- |
| Maccan Prata       | 7 - 2       | Belluno          |
| Sestu              | 1 - 3       | Videoton Crema   |
| Ternana            | 4 - 0       | Bologna          |
| Dozzese            | 0 - 4       | OR Reggio Emilia |
| Sporting Hornets   | 4 - 3       | EUR              |
| Tombesi            | 7 - 1       | Academy Pescara  |
| New Taranto        | 8 - 1       | Sammichele       |
| Atletico Canicattì | 8 - 7 (dts) | Mascalucia       |

### II turno di qualificazione
Il II turno di qualificazione si è svolto il 13 febbraio 2024.
| Squadra 1        | Risultato   | Squadra 2          |
| ---------------- | ----------- | ------------------ |
| Maccan Prata     | 3 - 1       | Videoton Crema     |
| Ternana          | 3 - 2 (dts) | OR Reggio Emilia   |
| Sporting Hornets | 5 - 3       | Tombesi            |
| New Taranto      | 3 - 5       | Atletico Canicattì |

## Final Four
La Final Four si è svolta il 29 e 30 marzo 2024 presso il PalaErcole di Policoro.

### Regolamento
In caso di parità al termine della finale erano previsti due tempi supplementari da 5' effettivi ciascuno; persistendo lo stato di parità si sarebbero svolti i tiri di rigore.
In semifinale non erano previsti tempi supplementari.

### Tabellone
|  | Semifinali         | Semifinali         | Semifinali |              |      | Finale           | Finale | Finale |  |
|  |                    |                    |            |              |      |                  |        |        |  |
|  | Sporting Hornets   | Sporting Hornets   | 3          |              |      |                  |        |        |  |
|  | Sporting Hornets   | Sporting Hornets   | 3          |              |      |                  |        |        |  |
|  | Ternana            | Ternana            | 2          |              |      |                  |        |        |  |
|  | Ternana            | Ternana            | 2          |              |      | Sporting Hornets | 4(7)   |        |  |
|  |                    |                    |            |              |      | Sporting Hornets | 4(7)   |        |  |
|  |                    |                    |            | Maccan Prata | 4(5) |                  |        |        |  |
|  | Maccan Prata       | Maccan Prata       | 5          | Maccan Prata | 4(5) |                  |        |        |  |
|  | Maccan Prata       | Maccan Prata       | 5          |              |      |                  |        |        |  |
|  | Atletico Canicattì | Atletico Canicattì | 2          |              |      |                  |        |        |  |

### Semifinali
| 29 marzo 2024, ore 18:00 | Sporting Hornets | 3 – 2 | Ternana |  |

| 29 marzo 2024, ore 21:00 | Maccan Prata | 5 – 2 | Atletico Canicattì |  |

### Finale
| 30 marzo 2024, ore 18:00 | Sporting Hornets | 7 – 5 | Maccan Prata |  |

## Classifica marcatori

### Final Four
| Gol |  |  | Giocatore | Squadra |
| --- |  |  | --------- | ------- |